# August Kubizek
August "Gustl" Friedrich Kubizek, född 3 augusti 1888 i Linz, död 23 oktober 1956 i Eferding, var en österrikisk dirigent och författare, mest känd för att vara en nära vän till Adolf Hitler, när de båda var i sena tonåren. Han skrev senare om deras vänskap i sin bok Adolf Hitler, mein Jugendfreund, som utkommit i flera upplagor och även i engelsk översättning.